# Geographie und Kartographie im mittelalterlichen Islam

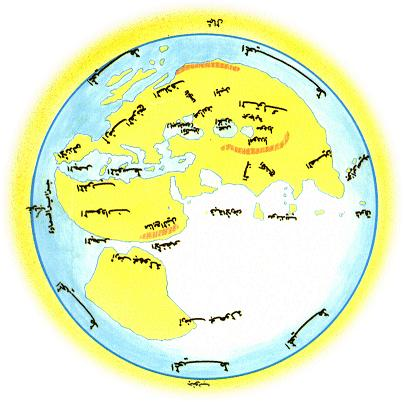
Al-Masʿūdīs Karte der Welt aus dem 10. Jh. (auf eine moderne Karte ausgerichtet)

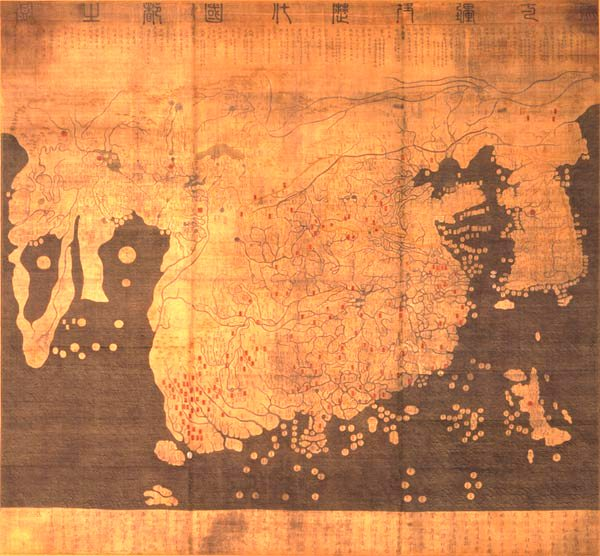
Die Kangnidokarte aus dem 15. Jr. spiegelt die geographischen Kenntnisse über China während des mongolischen Reiches wider

Die muslimische Geographie und Kartographie basierten auf der römisch-griechischen Geographie und erreichten ihren Höhepunkt durch Al-Idrisi im 12. Jahrhundert.
Nach den Anfängen im 8. Jahrhundert auf der Grundlage der hellenistischen Geographie, wurde die islamische Geographie von abbasidischen Kalifen von Bagdad unterstützt. Verschiedene islamische Gelehrte trugen zu der anschließenden Entwicklung bei, darunter Al-Chwarizmi und Abū Zaid al-Balchī (Gründer der Balchi-Schule). Islamische Kartographen nahmen ihre mathematischen und astronomischen Grundlagen aus Claudius Ptolemäus’ Almagest.
Im 11. Jahrhundert war der Gelehrte Mahmūd al-Kāschgharī der erste, der eine ethnographische Karte der türkischen Völker Zentralasiens zeichnete. Später, in den frühneuzeitlichen Entwicklungen, gab es im Osmanischen Reich bemerkenswerte Kartographen, darunter Piri Reis. Viele islamische Gelehrte wie Ibn Hazm, Ibn al-Dschauzī und Ibn Taimīya hatten allesamt die Vorstellung, dass alle Himmelskörper rund sind.
Für die Herstellung von Karten und geografischen Arbeiten waren meist lange Reisen nötig. Alljährlich kamen Muslime aus Afrika, Al-Andalus, Persien und Indien in die arabische Stadt Mekka.